# Heeresnachrichtenamt
Heeresnachrichtenamt (Gabinete de Inteligência do Exército) é uma agência de inteligência das Forças Armadas Austríacas.  Heeresnachrichtenamt pesquisa informações sobre operações e projetos militares no exterior e realiza análises de dados de inteligência coletada. O serviço mantém filiais em Linz, Graz e Klagenfurt.